# Scary Monsters and Nice Sprites
Scary Monsters and Nice Sprites je druhé EP amerického producenta Skrillexe. Bylo vydáno exklusivně skrz Beatport 22. října 2010.

## Seznam skladeb
| Pořadí | Název                                          | Délka |
| ------ | ---------------------------------------------- | ----- |
| 1.     | Rock n' Roll (Will Take You to the Mountain)   | 4:44  |
| 2.     | Scary Monsters and Nice Sprites                | 4:03  |
| 3.     | Kill EVERYBODY                                 | 4:58  |
| 4.     | All I Ask of You (feat. Penny)                 | 5:40  |
| 5.     | Scatta (feat. Foreign Beggars a Bare Noize)    | 3:55  |
| 6.     | With You, Friends (Long Drive)                 | 6:29  |
| 7.     | Scary Monsters and Nice Sprites (Noisia Remix) | 3:24  |
| 8.     | Scary Monsters and Nice Sprites (Zedd remix)   | 5:58  |
| 9.     | Kill EVERYBODY (Bare Noize Remix)              | 4:41  |